# Бутлерівка
Бутлерівка — присілок в Алексєєвському районі Татарстану. Входить до складу Бутлерівського сільського поселення.

## Географія
Знаходиться в західній частині Татарстану на відстані приблизно 8 км по прямій на південний захід від районного центру Алексєєвське на річці Курналка.

## Історія
Заснований населений пункт у першій половині XVIII століття. У селі похований хімік Олександр Бутлеров.

## Населення
Постійних мешканців у 1782 році — 140 душ чоловічої статі.
| Населення |      |      |      |      |      |      |      |      |      |      |      |
| 1859      | 1897 | 1920 | 1926 | 1938 | 1949 | 1958 | 1970 | 1979 | 1989 | 2002 | 2010 |
| 373       | 654  | 722  | 627  | 515  | 364  | 342  | 232  | 156  | 136  | 149  | 144  |